# Andrew Fisher
Andrew Fisher (ur. 29 sierpnia 1862 w Crosshouse, Szkocja, zm. 22 października 1928 w Londynie) – australijski polityk, trzykrotny premier Australii (1908-1909, 1910-1913, 1914-1915).

## Życiorys

### Wczesna kariera
Pochodził z rodziny szkockich górników. Jako 23-latek wyemigrował do kolonii Queensland, gdzie także zajął się pracą w kopalni. Tam zaangażował się w działalność związkową, która stała się dla niego przedsionkiem polityki. W 1893 po raz pierwszy został wybrany do parlamentu swojej kolonii z ramienia Australijskiej Partii Pracy (ALP), w którym spędził łącznie dwie kadencje, zaliczając nawet bardzo krótki epizod rządowy.

### Polityka federalna
Po powstaniu zjednoczonej Australii w 1901 znalazł się w parlamencie federalnym jako reprezentant okręgu wyborczego Wide Bay. Gdy powstał rząd Watsona (1904), stanął na czele resortu handlu i ceł, a następnie szybko wyrósł na pozycję czołowego specjalisty od gospodarki w kierownictwie ALP. Czyniło to z niego jednego z naturalnych kandydatów do sukcesji po Watsonie na stanowisku lidera ALP, co ostatecznie stało się w 1907. W 1908, po upadku protekcjonistycznego gabinetu Deakina, stanął na czele rządu mniejszościowego. W niespełna rok później został jednak obalony głosami nowo powstałej Związkowej Partii Liberalnej. Dopiero pewne zwycięstwo lewicy w wyborach roku 1910 pozwoliło mu stworzyć rząd o stabilnym poparciu w parlamencie.
Rządy Fishera przyniosły wiele reform, jak choćby powstanie systemu emerytalnego, marynarki wojennej czy druk pierwszych australijskich banknotów. Z drugiej strony dwukrotnie przegrał w referendum mającym przyznać rządowi federalnemu dodatkowe uprawnienia kosztem władz stanowych. W 1913 ALP przegrała w wyborach z liberałami Josepha Cooka.
Po rozwiązaniu parlamentu i nowych wyborach w 1914 powrócił do władzy, posługując się hasłami większej niezależności militarnej Australii od Wielkiej Brytanii. Szybko zaczął jednak tracić popularność, co było spowodowane koniecznością podniesienia podatków ze względu na wydatki wojenne oraz wewnątrzpartyjnym sporem w sprawie wprowadzenie obowiązkowej służby wojskowej. Na dodatek zaczął mieć poważne kłopoty ze zdrowiem. Ostatecznie ustąpił w 1915, oddając ster rządu Billy’emu Hughsowi.

### Późniejsze życie
Jego byli ministrowie uhonorowali go następnie nominacją na australijskiego wysokiego komisarza w Londynie. Funkcję tę pełnił do 1921, a po zakończeniu swej misji postanowił nie wracać już do Australii, lecz spędzić jesień życia w Anglii. Mieszkał w Londynie aż do swej śmierci, siedem lat później.